# Hyperlopha ralambo
Hyperlopha ralambo là một loài bướm đêm trong họ Noctuidae.